# Svolværs flygplats, Helle
Svolværs flygplats, Helle (norska: Svolvær lufthavn, Helle) är en regional flygplats på ön Austvågøy, cirka 4 kilometer öster om Svolvær i Norge.

## Faciliteter
Det finns inga restauranger eller butiker på flygplatsen. Det finns heller inga flygbussar men taxiservice och biluthyrning finns tillgängligt. Det finns 40 avgiftsbelagda parkeringar.  

## Destinationer
Uppgifter från december 2009.[uppföljning saknas]

### Inrikes
| Flygbolag | Destinationer                |
| --------- | ---------------------------- |
| Widerøe   | Bodø, Leknes, Narvik-Framnes |

## Framtid
Eftersom det inte längre (efter 2010) finns annat än små (under 20 säten) nya flygplan att köpa som kan använda 800-metersbanor[källa behövs] som till exempel Svolvær, måste något göras. Det finns inte utrymme att förlänga landningsbanan har man bestämt att bygga en ny flygplats vid Gimsøy 20 km nordväst om Svolvær, och även lägga ned Leknes flygplats som också har en mycket kort bana. Den planeras byggas under 2020-talet[uppföljning saknas] och till dess används lite äldre flygplan.